# Paris (comté de Kenosha, Wisconsin)
Pour les articles homonymes, voir Paris (homonymie).
Paris est une ville des États-Unis du comté de Kenosha dans le Wisconsin. 

## Population
Elle comptait 1 397 habitants en 2020 dans une superficie de 94,5 km2.